# VK Видео
VK Ви́део — сервис, запущенный VK (ранее известной как Mail.ru Group) 15 октября 2021 года. Позиционируется как российский конкурент международным платформам, таким как YouTube, TikTok и Netflix. Видеохостинг объединяет ресурсы и аудитории различных платформ, включая «ВКонтакте» и «Одноклассники», предоставляя пользователям обширный выбор видеоконтента. Генеральный директор «VK Видео» Марианна Максимовская.

## История
Сервис был запущен 15 октября 2021 года. К 17 октября 2022 года VK Видео достигло следующих результатов: активная ежедневная аудитория сервиса превысила 55 млн пользователей, а среднесуточное количество просмотров достигло 2,41 млрд. За первый год работы команда представила более 20 крупных обновлений, включающих улучшения в алгоритмах рекомендаций и технологии обработки видео. Особое внимание было уделено разработке современных технологий, таких как NeuroHD, и расширению функций платформы, включая офлайн-режим и приложение для Smart TV.

### 2024
В августе приложение VK Видео возглавило рейтинг самых скачиваемых в России. Такие данные приводятся в магазинах приложений Google Play и App Store, их также подтвердили в VK.
В сентябре сервис объявил о полноформатном запуске мобильного приложения, платформа также расширила свою контентную базу, включающую шоу, спортивные трансляции, фильмы, сериалы и видео от блогеров.
В октябре в видеосервисе VK Видео появился «Детский режим» для просмотра только обучающего и развлекательного контента. Он не содержит рекламы и тщательно подобран командой профессиональных детских редакторов для пользователей от 0 до 12 лет.
7 ноября стало известно, что «VK Видео» станет вторым российским видеосервисом для предустановки, ранее обязательным для предустановки стал видеохостинг Rutube.
8 ноября VK Видео запустил новую систему рекомендаций контента. Эта система будет лучше понимать интересы аудитории и предлагать более релевантный контент.
19 ноября в VK Видео появился раздел «Политика», объединяющий ролики с интернет-каналов «Соловьёв Live», Стаса «Ай, Как Просто!», Дианы Панченко, Дмитрия Пучкова, Захара Прилепина, Андрея Бочарова и нескольких десятков других авторов.
В 2024 году доля просмотров юмористического контента на платформе «VK Клипы» снизилась почти в два раза по отношению к показателям 2022 года от 43,4% до 24,1%. При этом юмор остался лидирующей категорией площадки. Второе место заняли ролики в категории семья (17,2%), далее последовали еда (10,8%), искусство (9,4%) и кино (8,5%).

### 2025
24 марта 2025 года VK приобрела права на показ китайского аниме в «VK Видео», заключив сделку на 119 аниме-проектов видеохостинга BiliBili, действительных в течение четырех лет. На платформе будут доступны такие аниме, как B.King, Action Monster Big Movie, Losing Money to Be a Tycoon и The All-devouring Whale: Homecoming с бесплатным профессиональным дубляжем. Новые серии будут выходить в России одновременно с мировыми релизами.
22 апреля 2025 года генеральным директором «VK Видео» назначена Марианна Максимовская. Она будет отвечать за разработку стратегии платформы и внедрение инновационных форматов контента, ориентированных на современные тренды и потребности аудитории.

## Монетизация
17 сентября 2024 года видеосервис анонсировал запуск новой программы монетизации, направленной на привлечение блогеров и создателей контента. Новая схема будет основана на модели revenue share, или разделении дохода: авторы оригинального видеоконтента смогут получать от 50 % до 80 % дохода платформы от показов рекламы в их видео.
Для участия в программе блогеры должны соответствовать нескольким критериям: иметь минимум 5 тыс. подписчиков и загружать оригинальный контент длительностью более двух минут. Видеоматериалы при этом должны соответствовать определённым требованиям: не должны содержать нецензурную лексику, призывы к преследованию, порнографию или ложные сведения.
Тестирование программы началось на ограниченной группе авторов, в сентябре 2024 года оно расширилось до почти 70 тыс. человек. С 23 сентября программа стала доступна всем пользователям платформы. По прогнозам, средний доход блогеров может составлять десятки тысяч рублей в месяц, а наиболее успешные авторы смогут зарабатывать до 500 тыс. рублей ежемесячно.
По оценке экспертов рекламного рынка, при новых условиях суммарные выплаты авторам платформы до 2025 года составят до 4 млрд рублей.
В октябре 2024 года Холдинг VK решил запустить грантовую программу для блогеров, работающих с длинными видеоформатами, общий объём грантовой программы — 100 млн рублей. Претендовать на выплаты смогут блогеры со статусом индивидуального предпринимателя и сообщества с аудиторией от 1 тыс. подписчиков.

## Показатели
В 2022 году ежедневные просмотры «Клипов» в четвёртом квартале выросли на 127 % год к году до 836 млн. Количество опубликованных клипов увеличилось за аналогичный период на 346 %, а число создателей контента выросло на 133 %. Среднесуточное количество просмотров «Видео» (не включая «Клипы») в четвёртом квартале выросло на 36 % и достигло 1,96 млрд.
В третьем квартале 2024 года время, которое люди проводили за просмотром в «VK Видео», выросло на 265 % по сравнению с тем же периодом 2023 года. Среднесуточное количество просмотров выросло на 48,5 % по сравнению с аналогичным периодом 2023 года и достигло 2,6 млрд просмотров.
Сервис VK Видео обогнал на новогодних праздниках 2025 года видеохостинг YouTube по числу ежедневных пользователей. Аудитория отечественного сервиса составила 41 млн человек.
17 февраля 2025 года стало известно, что количество установок приложения VK Видео превысило 60 млн с момента официального запуска в сентябре 2023 года. Основная доля загрузок пришлась на устройства Android (35 млн) и Android TV (15,4 млн), тогда как на iOS приложение скачали 9 млн пользователей.
В марте 2025 года VK видео обогнал YouTube по ежедневной аудитории (41,1 млн и 28,9 млн человек соответственно).